# Florian Krebs (Fußballspieler, 1988)
Florian Krebs (* 15. November 1988 in Speyer) ist ein deutscher Fußballspieler.

## Karriere
In der Jugend spielte Krebs für den SC Hauenstein, den FC Leimersheim und den Karlsruher SC. In seinem ersten A-Jugend-Jahr wurde er einmal in der U-23 des KSC in der Regionalliga Süd eingesetzt. Im zweiten Jahr wechselte er vorzeitig in die zweite Mannschaft. Im Verlauf der Saison 2007/08 spielte er sich in den Stamm der Mannschaft, allerdings qualifizierte sich das Team nicht für die neue 3. Liga und blieb in der Regionalliga, die nach der Ligareform nur noch die vierthöchste Spielklasse war.
Nach einem weiteren Jahr in Karlsruhe wechselte er zum Ligameister und Drittligaaufsteiger 1. FC Heidenheim. Am zweiten Spieltag gab er sein Debüt in der Profiliga und ab dem 11. Spieltag war er Stammspieler in der Abwehr. In seinem zweiten Jahr verpasste er wegen einer Knochenhautentzündung die gesamte Rückrunde, und auch in der Saison 2011/12 dauerte es lange, bis er wieder zu alter Form zurückfand. Erst in der Rückrunde war wieder Stammspieler in der Innenverteidigung. In diesem Jahr hatte der FCH die zweitbeste Abwehr der Liga und wurde Vierter, das bis dahin beste Ergebnis des Vereins im Profifußball. Im April 2012 verlängerte Krebs seine Vertragslaufzeit um zwei Jahre bis 2014.
Ende Januar 2014 wechselte er zum Ligakonkurrenten VfL Osnabrück, bei dem er einen bis zum 30. Juni 2015 laufenden Vertrag unterschrieb. Bereits vor dessen Auslaufen schloss er sich im September 2014 mit dem Halleschen FC einem weiteren Drittligisten an. Nach einem Jahr wechselte er zum Oberligisten SSV Ulm 1846, mit dem er 2016 in die Regionalliga aufstieg.

## Erfolge
- 3. Fußball-Liga-Meister und Aufstieg: 2013/2014
- WFV-Pokal-Sieger: 2018, 2019, 2020, 2021